# Mesiáš (Händel)
Mesiáš (HWV 56, anglicky Messiah) je oratorium, které v roce 1741 složil Georg Friedrich Händel na anglické libreto Charlese Jennense vytvořené na základě biblických textů. Jennens využil Bibli krále Jakuba a překlad žalmů z Knihy společných modliteb. Oratorium bylo poprvé provedeno v irském Dublinu 13. dubna 1742; londýnská premiéra se uskutečnila o necelý rok později. V českých zemích byl Mesiáš poprvé proveden v Mozartově úpravě v Praze roku 1804. Po počátečním vlažném přijetí si veřejnost oratorium oblíbila, takže se nakonec přiřadilo k nejznámějším a nejčastěji prováděným sborovým dílům klasické hudby.
Händelova pověst v Anglii, kde žil od roku 1712, se zakládala na věhlasu jeho italských oper. Ve třicátých letech 18. století Händel odpověděl na změnu hudební módy tvorbou oratorií komponovaných na anglické texty; Mesiáš je jeho šestým dílem tohoto žánru. Ačkoli strukturou připomíná operu, nemá dramatickou operní formu a neobsahuje žádné postavy ani přímou řeč. Jennensův text je spíše dlouhou meditací o Ježíšovi jako Mesiáši zvaném Kristus. Text začíná v první části proroctvími Izajáše a dalších starozákonních postav a směřuje ke zvěstování pastýřům, jediné „scéně“ převzaté z evangelia. V části druhé se Händel soustředil na Ježíšovo utrpení a ukončil ji sborem Hallelujah (Aleluja). Námětem třetí části je Ježíšovo vzkříšení z mrtvých a Kristovo oslavení v nebi.
Händel napsal Mesiáše pro nevelký sbor a orchestr s volitelným nástrojovým obsazením řady jednotlivých čísel. Dílo bylo po jeho smrti postupně upraveno pro provádění v mnohem větším měřítku, pro obrovské orchestry a sbory. Při dalších snahách o aktualizaci oratoria byla jeho orchestrace revidována a posílena, mimo jiné Wolfgangem Amadeem Mozartem. Na konci 20. a na počátku 21. století je trendem návrat k provedení věrnějšímu původním Händelovým záměrům, ačkoli se nadále uvádí i „velký Mesiáš“. Již v roce 1928 vyšla nahrávka téměř úplné verze na gramofonové desce; od té doby bylo dílo nahráno mnohokrát.

## Pozadí

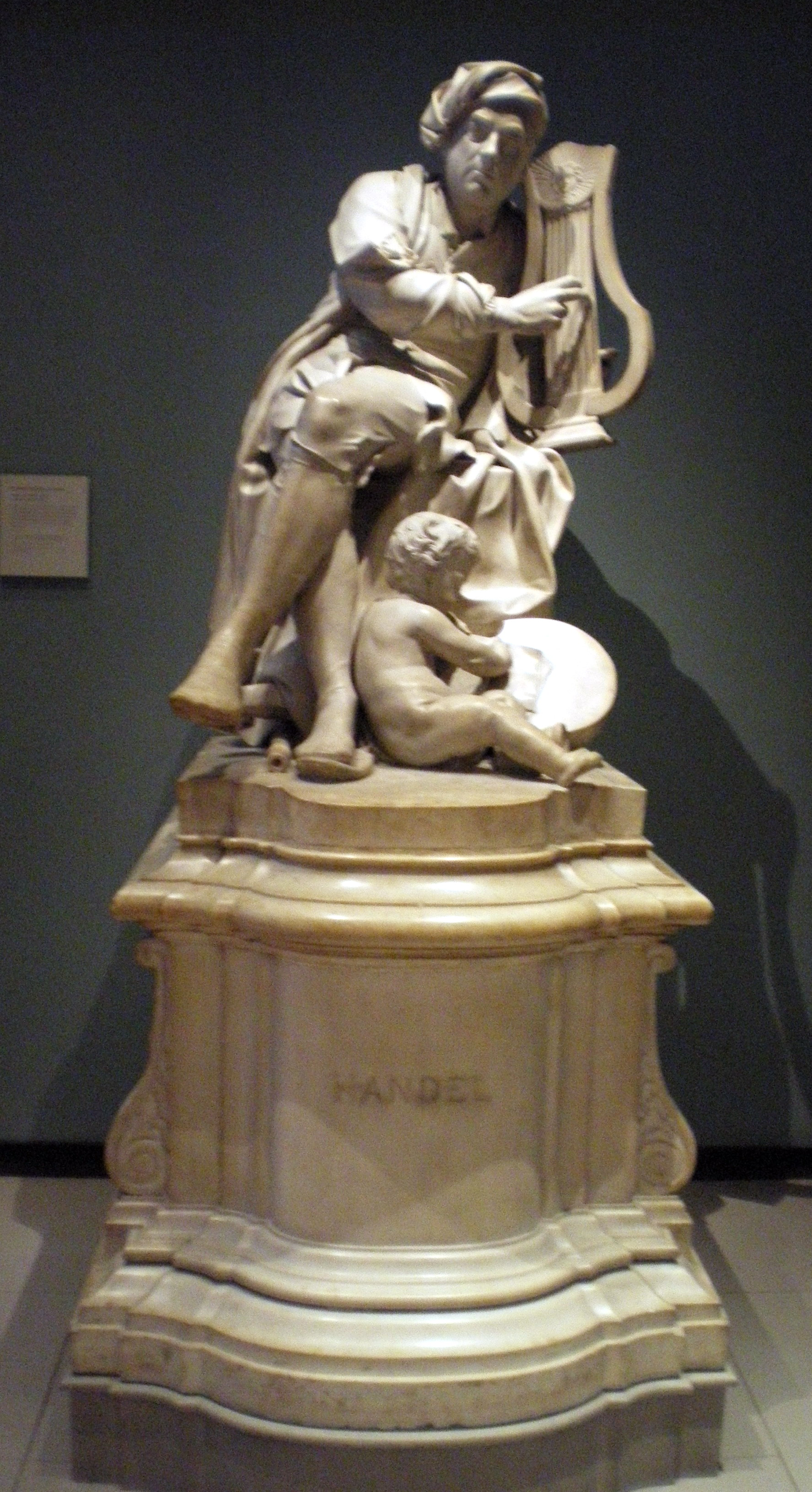
Socha na Händelovu počest z Vauxhallských zahrad

Skladatel Georg Friedrich Händel, narozený v Halle v Německu roku 1685, získal v roce 1712 trvalé bydliště v Londýně a v roce 1727 se stal naturalizovaným britským poddaným. K roku 1741 již pocty, kterých se mu dostalo, dokazují jeho vůdčí postavení v tehdejší britské, resp. anglické hudbě. U dvora krále Jiřího II. obdržel mimo jiné důchod a úřad skladatele Královské kaple a – což bylo neobvyklé vyznamenání žijícího člověka – na jeho počest byla ve Vauxhallských zahradách vztyčena socha. Händel byl ve své rozsáhlé a pestré hudební tvorbě především energickým propagátorem opery italského stylu, kterou do Londýna uvedl v roce 1711 svým Rinaldem. Poté zkomponoval a v londýnských divadlech uvedl více než 40 takových oper.
Počátkem 30. let 18. století začala anglická veřejnost o italské opery ztrácet zájem. Velký úspěch Žebrácké opery Johna Gaye a Johna Christopha Pepusche (poprvé uvedené v roce 1728) předznamenal vznik mnoha děl žánru ballad opera s anglickými texty, které si utahovaly z domýšlivých italských oper. Jak mu klesaly příjmy z uvádění jeho oper, Händel se stával závislejším na podpoře soukromníků z řad šlechty. Zahájení provozu konkurenčního divadla Šlechtická opera (Opera of Nobility) mu takové financování ztížilo. Händel potíže zvládl, ale stálo ho to hodně peněz.
Ačkoli se vyhlídky italské opery zhoršovaly, Händel zůstal žánru věrný. Ale jako alternativu k inscenovaným dílům začal uvádět oratoria v angličtině. Měl s nimi již zkušenosti – v Římě v letech 1707–1708 složil dvě italská oratoria, když byla operní představení ve městě dočasně zakázána papežským dekretem. Prvním Händelovým anglickým oratoriem byla Esther, kterou napsal a provedl pro soukromého mecenáše v roce 1718. V roce 1732 přenesl revidovanou a rozšířenou verzi Esther do Královského divadla v Haymarketu, kde členové královské rodiny 6. května navštívili hvězdnou premiéru. Její úspěch Händela povzbudil k napsání dalších dvou oratorií (Deborah a Athalia). Všechna tři oratoria byla představena velkému a vděčnému publiku v oxfordském Sheldonově divadle kolem poloviny roku 1733. Někteří vysokoškolští studenti údajně prodali svůj nábytek, aby získali peníze na pětišilinkové lístky.
V roce 1735 dostal Händel od libretisty Charlese Jennense text pro nové oratorium s názvem Saul. Jennens byl bohatý vlastník pozemků, který se zajímal o hudbu a literaturu. Vzhledem k tomu, že Händelovo tvůrčí úsilí se stále zaměřovalo hlavně na operu, otálel se skládáním hudby pro Saula až do roku 1738, kdy ho připravil pro divadelní sezónu 1738–1739. Jeho práce byla na premiéře v Královském divadle v lednu 1739 vřele přijata. Rychle následovalo méně úspěšné oratorium Izrael v Egyptě, jehož libreto také možná pochází od Jennense. I když Händel pokračoval v psaní oper, na konci desetiletí byl trend směřující k produkci děl na anglická libreta zcela jednoznačný. Po třech představeních své poslední italské opery Deidamia v lednu a únoru 1741 proto Händel tento žánr opustil. V červenci 1741 poslal Jennens Händelovi nové libreto pro oratorium. V dopise svému příteli Edwardu Holdsworthovi z 10. července Jennens napsal: „Doufám, že [Händel] využije celého svého génia a všech svých dovedností tak, aby kompozice vynikla nad všechny jeho dosavadní kompozice jako její námět vyniká nad všemi jinými náměty. Tím námětem je Mesiáš.“

## Námět
Mesiáš (hebrejsky „pomazaný“) je titul, který starověcí Židé dávali svým politickým a náboženským vůdcům; odkazuje k pomazání olejem, jež bylo důležitou součástí obřadního uvádění do úřadu. V dobách vzniku křesťanství se již užíval zejména pro očekávaného vůdce židovského národa, který měl podle věřících Židů přijít, obnovit Davidovo království a vyhnat římské okupanty. Křesťanství vzniklo tak, že jeho raní přívrženci jako tohoto Mesiáše (řecky Krista) identifikovali kazatele Ježíše Nazaretského. Navíc původní očekávání národní záchrany rozšířili na celé lidstvo a zároveň ho převedli do duchovní roviny: nešlo již o obnovu pozemského Davidova království, ale o duchovní boží království, které místo dočasné politické záchrany nabízí věčné vysvobození od zla a hříchu. Titulní postavou oratoria tedy je Ježíš jako Bohem vyvolený, „pomazaný“ zachránce světa.
Richard Luckett, hudební vědec zaměřený na starou hudbu, popsal Händelova Mesiáše jako „komentář k narození, utrpení, vzkříšení a nanebevstoupení [Ježíše Krista]“, jenž začíná Božími zaslíbeními pronesenými proroky a končí oslavením Krista v nebi. Na rozdíl od většiny Händelových oratorií zpěváci v Mesiáši nepředstavují dramatické role; není zde žádný dominantní narativní hlas a velmi málo se používá přímé řeči. Jennensovo libreto nechce dramatizovat život a učení Ježíše, ale ocenit „tajemství božskosti“ pomocí kompilace citátů Bible krále Jakuba a Knihy Žalmů, obsažené v liturgické knize anglikánské církve Kniha společných modliteb z roku 1662.
Třídílná struktura díla se podobá Händelovým tříaktovým operám, Jennens tyto „části“ dělí na „scény“. Každá scéna je sbírkou samostatných čísel neboli „vět“, které mají podobu recitativů, árií, nebo sborů. Oratorium obsahuje dvě instrumentální čísla, zahajovací Synfonii  ve stylu francouzské ouvertury a pastorální Pifu, často nazývanou „pastorální symfonie“, v polovině části I.
V části I starozákonní proroci předpovídají příchod Mesiáše a jeho panenské početí. Zvěstování pastýřům o narození Krista je uvedeno slovy Lukášova evangelia. Část II zahrnuje Kristovo utrpení a jeho smrt, jeho vzkříšení a nanebevstoupení, první šíření evangelia po světě a konečné vyhlášení Boží slávy shrnuté v Aleluja. Část III začíná slibem o vykoupení, po němž následuje předpověď posledního soudu a „všeobecného vzkříšení“, zakončeného vítězstvím nad hříchem a smrtí a provoláváním Kristovy slávy. Podle muzikologa Donalda Burrowse je velká část textu tak plná biblických narážek, že je do značné míry nesrozumitelná těm, kteří bibli neznají. Jennens pro své publikum vytiskl a vydal brožuru, v níž vysvětlil své důvody pro volbu biblických citátů.

## Historie vzniku oratoria

### Libreto

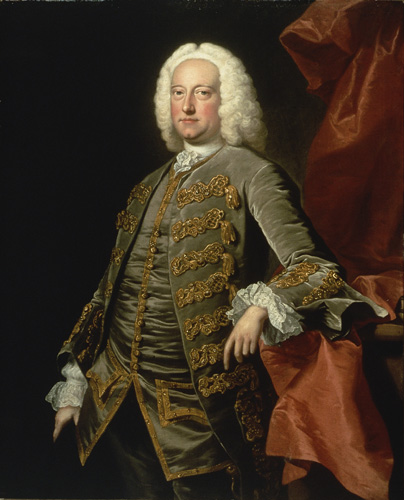
Portrét Charlese Jennense kolem roku 1740

Charles Jennens se narodil kolem roku 1700 do prosperující rodiny vlastnící pozemky a nemovitosti v hrabstvích Warwickshire a Leicestershire, které nakonec zdědil. Jeho náboženské a politické názory – postavil se proti zákonu o nástupnictví z roku 1701, který zajistil vstup na britský trůn pro Hannoverskou dynastii – mu zabránily, aby získal titul na Balliolově koleji v Oxfordu nebo aby usiloval o jakoukoli veřejnou kariéru. Rodinné bohatství však Jennensovi umožnilo žít bez práce a zároveň se věnovat literárním a hudebním zájmům. Ačkoli muzikolog Watkins Shaw odmítá Jennense jako „domýšlivou osobu bez zvláštních schopností“, Donald Burrows napsal: „o Jennensově hudební gramotnosti nemůže být pochyb“. Jennens určitě obdivoval Händelovu hudbu, protože počínaje Rodelindou z roku 1725 pomáhal financovat tisk každé Händelovy partitury. Mezi Händelem a Jennensem se po jejich spolupráci na Saulovi roku 1741 rozvinulo vřelé přátelství a Händel byl častým návštěvníkem rodinného sídla Jennensů v Gopsallu.
Jennensův dopis Holdsworthovi z 10. července 1741, v němž se poprvé zmiňuje o Mesiášovi, naznačuje, že text byl jeho nedávným dílem, pravděpodobně ho sestavil na počátku léta. Jako oddaný anglikán věřící v autoritu bible, Jennens zamýšlel napadnout zastánce deismu, odmítající možnost božího zasahování do lidských záležitostí. Shaw popisuje text jako „meditaci o Pánu Ježíši jako Mesiáši v křesťanském myšlení a víře“ a navzdory svým výhradám k Jennensově povaze připouští, že libreto nakonec „lze bezmála nazvat dílem génia“. Neexistuje žádný náznak, že by Händel hrál při výběru nebo přípravě textu jakoukoliv aktivní roli, jako tomu bylo v případě Saula; naopak se zdá, že v Jennensově díle neudělal žádné významnější změny.

### Kompozice

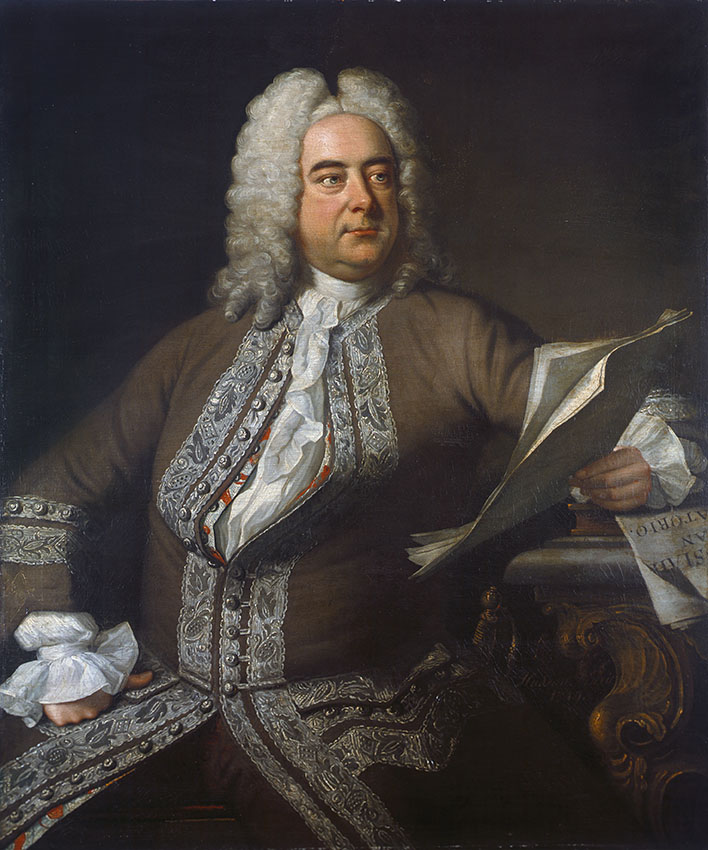
Georg Friedrich Händel v roce 1741

Hudba Mesiáše byla dokončena za 24 dní rychlé práce. Poté, co Händel obdržel Jennensův text někdy po 10. červenci 1741, začal na kompozici pracovat 22. srpna. Jeho záznamy ukazují, že do 28. srpna dokončil část I, do 6. září část II a do 12. září část III. Poté následovaly dva dny „doplňování“, takže celé dílo dokončil 14. září 1741. Celkem 259 stran rukopisu partitury vykazuje určité náznaky spěchu jako jsou skvrny, škrábance, nevyplněné takty a jiné neopravené chyby, ale podle muzikologa Richarda Lucketta je počet chyb v tak rozsáhlé partituře pozoruhodně malý. Rukopis Mesiáše se nyní nalézá v hudební sbírce Britské knihovny. Je určen pro dvě trubky, tympány, dva hoboje, dvoje housle, violu a basso continuo (violoncello, kontrabas a cembalo).
Na konec svého rukopisu napsal Händel písmena „SDG“, což znamená Soli Deo Gloria, „Jen Bohu patří sláva“. Tento nápis spolu s rychlostí kompozice podpořil víru v apokryfní tradici, podle které prý Händel napsal hudbu ve vytržení božské inspirace, v níž, když psal sbor Aleluja, „viděl před sebou celé nebe“. Burrows poukazuje na to, že mnoho Händelových oper, srovnatelných s Mesiášem co do délky a struktury, bylo sepsáno mezi divadelními sezónami s podobnou rychlostí. Pro Händela a jeho současníky nebylo psaní tolika hudby v tak krátkém čase neobvyklé; Händel začal psát další oratorium, Samsona, do týdne od dokončení Mesiáše; a během měsíce pak dokončil hrubou verzi tohoto svého nového díla. V souladu se svou častou praxí při psaní nových děl Händel pro využití v Mesiášovi upravil existující skladby, v tomto případě čerpal ze dvou nedávno dokončených italských duet a jednoho napsaného před dvaceti lety. Tak se Se tu non lasci amore z roku 1722 stalo základem pro Ó smrti, kde je tvůj osten?; části Vždyť jeho jho netlačí a Pročistí syny Léviho pocházejí z Quel fior che alla'ride (červenec 1741) a Neboť se nám narodí dítě i Všichni jsme bloudili jako ovce z Nò, di voi non vo' fidarmi (červenec 1741). Händelova instrumentace v partituře je často nedotažená, opět v souladu s tehdejší konvencí, kdy se předpokládalo použití určitých nástrojů a jejich kombinací a skladatel je nemusel zapisovat; pozdější opisovači by doplnili detaily.
Před prvním uvedením Händel provedl řadu revizí své rukopisné partitury. Částečně i proto, aby pro premiéru v Dublinu roku 1742 odpovídala síle dostupného orchestru; je pravděpodobné, že za Händelova života dílo nebylo nikdy provedeno tak, jak bylo původně koncipováno. Mezi lety 1742 a 1754 skladatel pokračoval v revidování a přepracovávání jednotlivých vět, někdy tak, aby vyhovovaly požadavkům konkrétních zpěváků. První publikovaná partitura Mesiáše byla vydána v roce 1767, sice až osm let po Händelově smrti, ale přesto byla založena na poměrně raných rukopisech, a tak neobsahovala žádné pozdější Händelovy revize.

## Premiéra a raná uvádění

### Dublin 1742

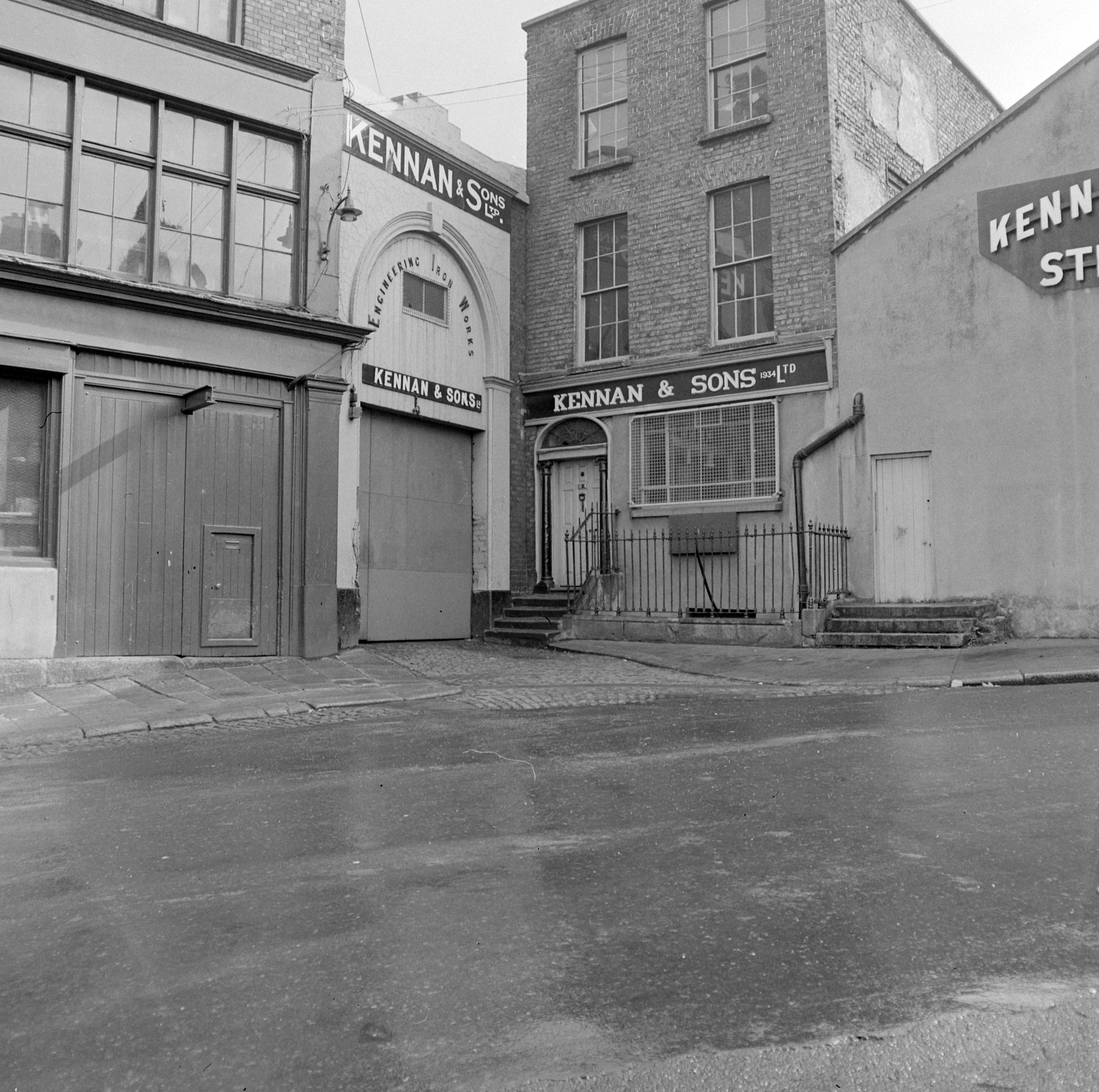
Vchod do bývalého sálu na Fishamble Street v Dublinu, kde byl Mesiáš poprvé uveden (vrata uprostřed)

Händelovo rozhodnutí uskutečnit sérii koncertů v Dublinu v zimě 1741–1742 vzniklo na základě pozvání vévody z Devonshiru, tehdy sloužícího jako místodržitel Irska. Händelův přítel a houslista Matthew Dubourg byl v Dublinu vévodovým kapelníkem; staral se o orchestrální požadavky Händelova turné. Je nejisté, zdali Händel původně zamýšlel provést Mesiáše v Dublinu; neinformoval totiž Jennense o takovém plánu, protože Jennens 2. prosince 1741 napsal Holdsworthovi: „… bylo to pro mě trochu ponížení, když jsem se dozvěděl, že namísto toho, aby uvedl Mesiáše zde, odjel s ním do Irska.“ Po příjezdu do Dublinu 18. listopadu 1741 uspořádal Händel řadu šesti abonentních koncertů, které se uskutečnily mezi prosincem 1741 a únorem 1742 ve velkém hudebním sále na ulici Fishamble Street. Koncerty byly tak populární, že rychle zorganizovali druhou řadu; Mesiáš nefiguroval v žádné z řad.
Začátkem března 1742 začal Händel diskutovat s příslušnými výbory o charitativním koncertu, který se měl konat v dubnu a na kterém chtěl představit Mesiáše. Usiloval o povolení využití sborů Katedrály svatého Patrika a Kristovy katedrály, toto povolení obdržel. Získal tak 16 mužů a 16 chlapců; několika mužům byly přiděleny sólové party. Ženskými sólistkami byly italská sopranistka Christina Maria Avogliová, která zpívala hlavní sopránové role v obou abonentních řadách, a Susannah Cibberová, renomovaná anglická divadelní herečka a kontraaltistka, která zpívala ve druhé řadě. Aby přizpůsobil ženský part nižšímu vokálnímu rozsahu Cibberové, transponoval Händel recitativ Tehdy otevřou se oči slepých a árii Bude pást své stádo do F dur. Představení, konané též v sále na Fishamble Street, bylo původně ohlášeno na 12. dubna, ale bylo odloženo o jeden den „na žádost významných osob“. Orchestr v Dublinu se skládal ze smyčců, dvou trubek a tympánů; celkový počet hráčů je neznámý. Händel měl na představení své vlastní varhany, dovezené pro tento účel do Irska; pravděpodobně bylo také použito cembalo.
Výnos akce měl jít na tři dobročinné účely: uhrazení dluhů vězňů, Mercerovu nemocnici a Charitativní ošetřovnu. Ve zprávě o veřejné zkoušce popsaly noviny Dublin News-Letter oratorium jako „…daleko převyšující cokoliv tohoto druhu, co se kdy uskutečnilo tady, nebo v jakémkoliv jiném království“. Premiéry 13. dubna 1742 se zúčastnilo sedm set lidí. Aby se koncertu mohl zúčastnit co největší počet diváků, byli pánové požádáni, aby přišli bez mečů, a dámy, aby ve svých šatech neměly obruče. Představení sklidilo jednomyslnou chválu tisku: „Slova nedokáží vyjádřit nejvyšší potěšení, které zažilo obdivující a ohromené publikum.“ Dublinský duchovní, reverend Delaney, byl tak stržen tím, jak Susannah Cibberová zazpívala árii Opovržený, že údajně vyskočil a zvolal: „Ženo, pro toto jsou ti odpuštěny všechny tvé hříchy!“  Příjmy z premiéry oratoria činily zhruba 400 liber, což dělalo asi 127 liber pro každý ze tří jmenovaných dobročinných účelů a zajistilo propuštění 142 osob z vězení pro dlužníky.
Po premiéře oratoria zůstal Händel v Dublinu další čtyři měsíce. Zorganizoval druhé představení Mesiáše 3. června 1742, které bylo oznámeno jako „poslední vystoupení pana Händela během jeho pobytu v tomto království“. Při druhém provedení Mesiáše, jehož finanční výnos byl určen pro samotného Händela, reprízovala Cibberová svou roli z prvního představení, zatímco Avogliová byla možná nahrazena paní Maclaineovou; údaje o dalších účinkujících nejsou k dispozici.

### Londýn 1743–1759
Když Händel 23. března 1743 Mesiáše uvedl v londýnském Královském divadle v Covent Garden, vřelé dublinské přijetí se neopakovalo. Avogliová a Cibberová byly opět hlavními sólistkami; k nim se připojil tenorista John Beard, veterán Händelových oper, bas Thomas Rheinhold a další dvě sopranistky Kitty Cliveová a slečna Edwardsová. První uvedení provázely negativní novinové komentáře, pokládající téma díla za příliš vznešené pro divadelní uvedení, navíc v podání profánních zpěvaček-hereček jako byly Cibberová a Cliveová. Ve snaze takové názory vyvrátit se Händel v Londýně vyhýbal názvu Mesiáš a prezentoval dílo jako „Nové posvátné oratorium“. Podle svého zvyku upravil hudbu tak, aby vyhovovala obsazeným zpěvákům. Pro Cliveovou napsal novou verzi A hle, zjevil se jim anděl Páně, kterou v budoucnu již nikdy nepoužil. Přidal tenorovou píseň pro Bearda Po celé zemi se rozlehl jejich hlas, která se objevila v Jennensově originálním libretu, ale nikoli v dublinských provedeních.
Zvyk stát během sboru Aleluja se odůvodňuje tím, že to údajně na londýnské premiéře udělal král Jiří II., a proto všichni měli povinnost také povstat. Neexistují však přesvědčivé důkazy o tom, že král byl na premiéře přítomen ani že se zúčastnil jakéhokoli pozdějšího představení Mesiáše; první zmínka o zvyku stát se objevuje v dopise z roku 1756, tři roky před Händelovou smrtí.

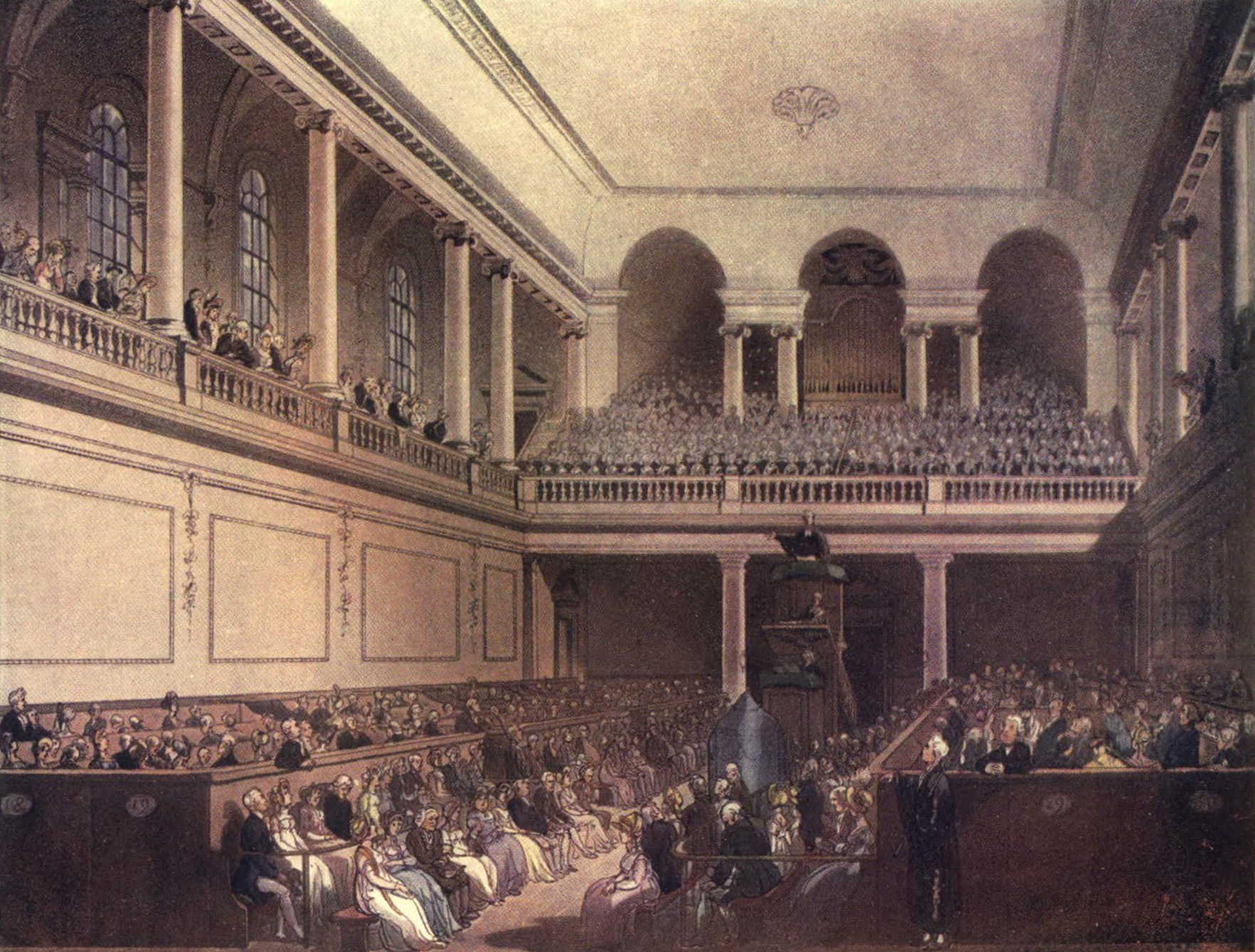
Kaple londýnského sirotčince Foundling Hospital, místo konání pravidelných charitativních představení Mesiáše od roku 1750

Zpočátku chladnější přijetí Mesiáše v Londýně vedlo Händela k tomu, aby počet představení toho roku snížil z plánovaných šesti na tři a vůbec neuváděl dílo v roce 1744 – ke značné nelibosti Jennense, jehož vztahy s skladatelem dočasně ochladly. Na Jennensovu žádost provedl Händel v hudbě pro nové nastudování v roce 1745 několik změn: Po celé zemi se rozlehl jejich hlas přepsal pro sbor, sopránová píseň Jásej velice byla zkrácena a transpozice pro nížší hlas Cibberové byly vráceny do původní sopránové polohy. Jennens napsal 30. srpna 1745 Holdsworthovi: „[Händel] vytvořil skvělou zábavu, i když ne tak dobrou, jak by mohl a měl udělat. S velkými obtížemi jsem ho přiměl, aby opravil některé z hrubších chyb v kompozici…“ Händel v roce 1745 dirigoval dvě představení v Covent Garden, ve dnech 9. a 11. dubna, a pak Mesiáše na čtyři roky odložil.
V nastudování z roku 1749 v Covent Garden pod správným názvem Mesiáš se objevily dvě ženské sólistky, které byly od té doby úzce spojeny s Händelovou hudbou: italské zpěvačky Giulie Frasiová a Caterina Galliová. V následujícím roce se k nim připojil i mužský alt, italský kastrát Gaetano Guadagni, pro nějž Händel složil nové verze Ale kdo může zůstat a Ty jsi vyrostl nahoře. V roce 1750 také byla založena tradice charitativního provádění Mesiáše v londýnském sirotčinci Foundling Hospital, které pokračovalo i po Händelově smrti. Představení v sirotčinci roku 1754 je první, ze kterého se dochovaly všechny detaily orchestrálního a hlasového obsazení. Orchestr zahrnoval patnáct houslí, pět viol, tři cella, dva kontrabasy, čtyři fagoty, čtyři hoboje, dvě trubky, dva lesní rohy a bubny. V devatenáctihlasém sboru bylo šest sopránů z Královské kaple; zbytek, všichni muži, byli alti, tenoři a basy. Frasiová, Galliová a Beard vedli pět sólistů, kteří museli pomáhat sboru.  Pro toto představení byly árie transponované pro Guadagniho vráceny zpátky pro sopránový hlas. Roku 1754 Händela těžce postihl nástup slepoty a v roce 1755 předal dirigování Mesiáše v sirotčinci svému žákovi J. C. Smithovi. Roku 1757 a možná i později se skladatel zřejmě opět k dirigování vrátil. Poslední uvedení díla, na kterém byl Händel přítomen, bylo v Covent Garden 6. dubna 1759, osm dní před jeho smrtí.

## Pozdější uvádění

### 18. století

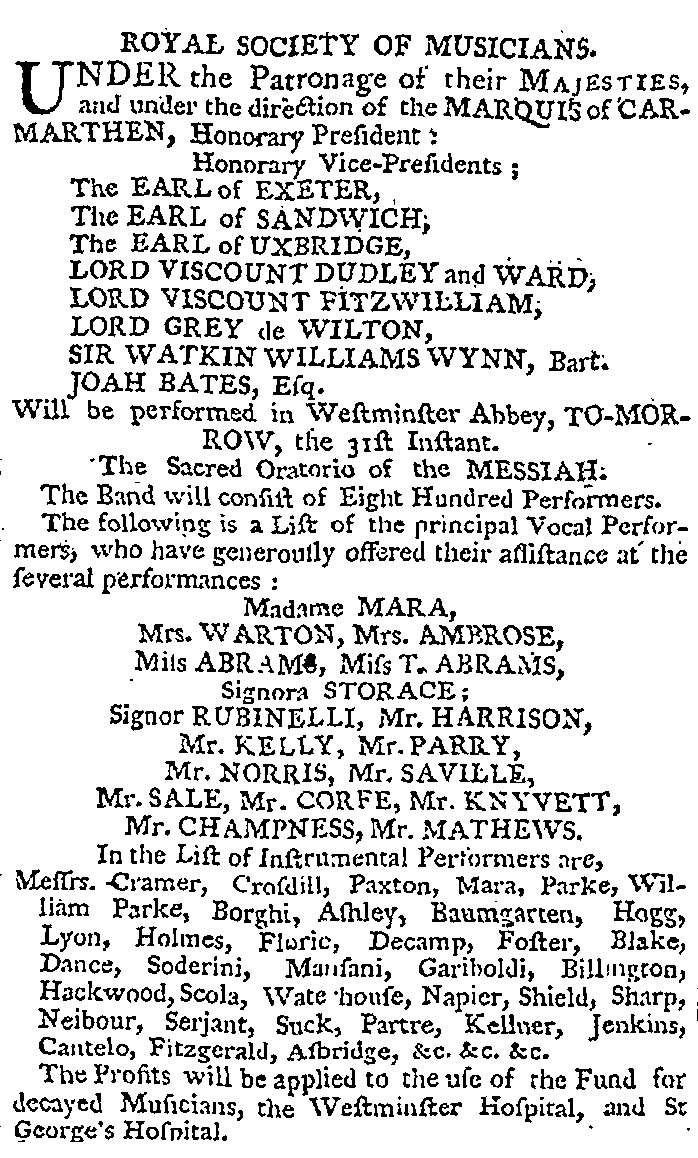
Inzerát na uvedení Mesiáše v roce 1787 ve Westminsterském opatství s 800 účinkujícími

Během padesátých let 18. století byl Mesiáš stále častěji uváděn o svátcích v katedrálách celé Británie. Občas se jednotlivé sbory a arie používaly jako hymny nebo moteta v kostelích případně jako koncertní čísla, což se začalo běžně dělat počínaje 19. stoletím dodnes. Po Händelově smrti byl Mesiáš proveden ve Florencii roku 1768, část v New Yorku roku 1770, v Hamburku roku 1772 a v Mannheimu roku 1777, kde jej poprvé slyšel Mozart. Burrows považuje za typické obsazení Mesiáše za Händelova života a v dekádách po jeho smrti to, které bylo použito v sirotčinci Foundling Hospital roku 1754. Móda velkých obsazení začala v roce 1784 řadou koncertů na Händelovu památku, konanou ve Westminsterském opatství pod záštitou krále Jiřího III. Pamětní deska na zdi opatství zaznamenává, že „těleso sestávající z 525 zpěváků a instrumentálních umělců bylo řízeno blahorodým Joahem Batesem“ V článku z roku 1955 Malcolm Sargent, zastánce velkých obsazení, napsal: „pan Bates… znal Händela dobře a respektoval jeho přání. Použitý orchestr měl dvě stě padesát členů a obsahoval dvanáct rohů, dvanáct trubek, šest trombonů a tři páry tympánů (z nichž některé byly obzvláště veliké).“ V roce 1787 se v opatství konala další představení a inzeráty slibovaly: „Orchestr se bude skládat z osmi set účinkujících.“
V kontinentální Evropě se uvádění Mesiáše odchýlilo od Händelových praktik jiným způsobem: orchestrace byla drasticky měněna, aby vyhovovala dobovému vkusu. Roku 1786 Johann Adam Hiller představil Mesiáše s aktualizovanou partiturou v berlínském dómu. V roce 1788 Hiller představil svou revidovanou verzi se sborem 259 osob a orchestrem 87 smyčců, 10 fagotů, 11 hobojů, 8 fléten, 8 lesních rohů, 4 klarinetů, 4 trombonů, 7 trumpet, tympánů, cembala a varhan. Roku 1789 byl Mozart pověřen baronem Gottfriedem van Swietenem a spolkem Gesellschaft der Associierten, aby upravil několik Händelových děl včetně Mesiáše. Mozart vytvořil dílo pro malé obsazení, vyloučil varhany, přidal party fléten, klarinetů, trombonů a lesních rohů, překomponoval některé pasáže a další uspořádal jinak. Představení takto upraveného oratoria Der Messias se uskutečnilo 6. března 1789 na zámku hraběte Johanna Esterházyho se čtyřmi sólisty a dvanáctičlenným sborem.  Tato úprava s drobnými Hillerovými změnami byla vydána po Mozartově smrti v roce 1803. Hudební vědec Moritz Hauptmann popsal Mozartovy přídavky jako „štukové ozdoby na mramorovém chrámu“. Sám Mozart údajně měnil dílo svého předchůdce obezřetně a trval na tom, že žádné změny Händelových partitur by neměly být interpretovány jako snaha vylepšit jeho hudbu. Britské publikum se později seznámilo s některými prvky této verze, když byly zapracovány do partitur editovaných např. skladatelem Ebenezerem Proutem.

### 19. století

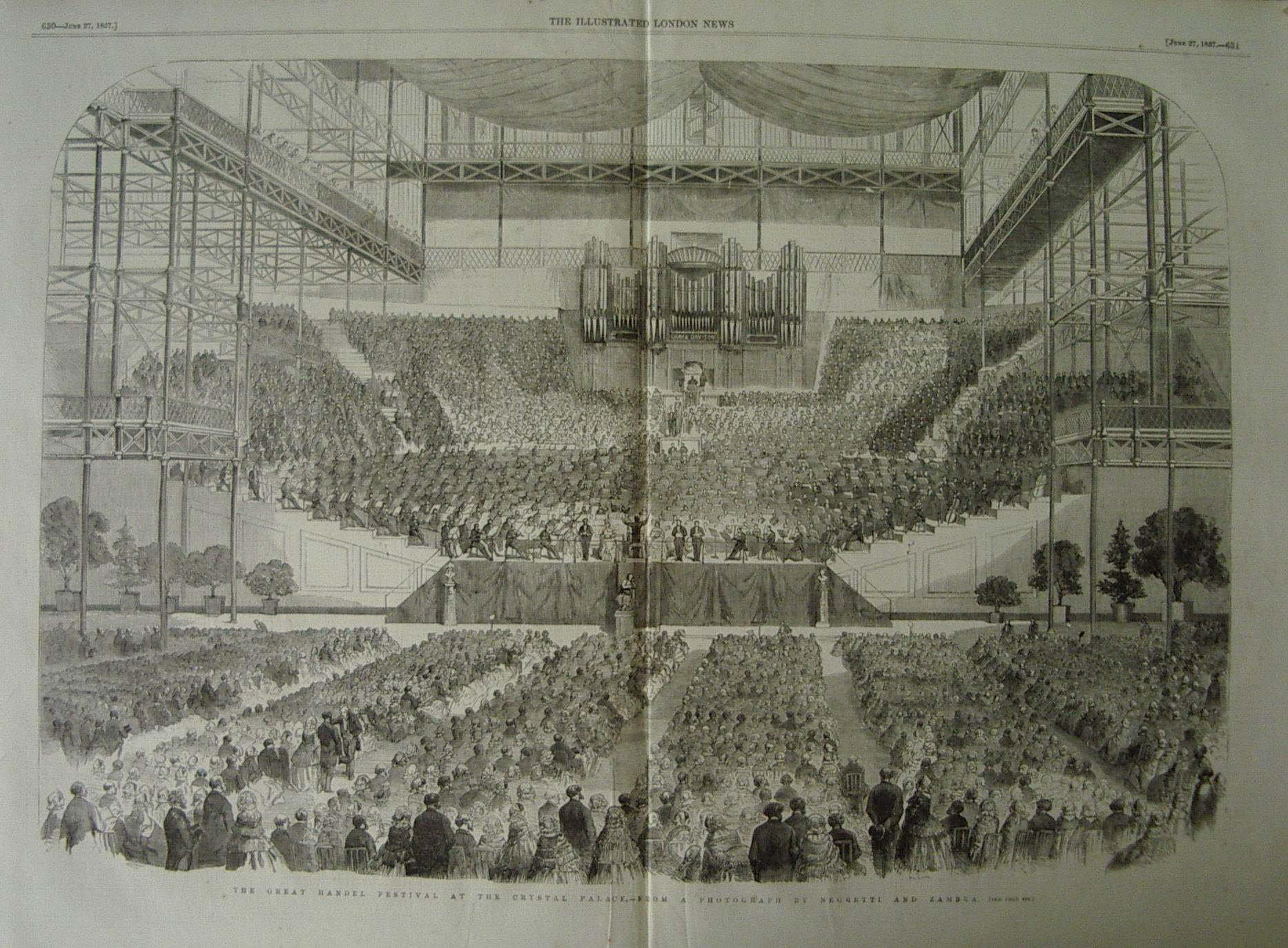
Händelův festival v Křišťálovém paláci, rok 1857

V 19. století se dál zvětšily rozdíly v přístupu k Händelovi mezi německy a anglicky mluvícími zeměmi. Muzikolog Friedrich Chrysander a literární historik Georg Gottfried Gervinus založili roku 1856 v Lipsku Deutsche Händel-Gesellschaft (Německou Händelovu společnost) s cílem vydat všechna Händelova díla v původní podobě. Ve stejné době se uvádění v Británii a Spojených státech amerických vzdálilo Händelově interpretační praxi snahou o stále pompéznější ztvárnění. Mesiáš byl uveden v roce 1853 v New Yorku s třistačlenným sborem a v roce 1865 v Bostonu s více než 600 sboristy. V Británii se v roce 1857 konal Velký Händelův festival v londýnském Křišťálovém paláci, kde byl uveden Mesiáš a další Händelova oratoria sborem 2000 zpěváků a pětisetčlenným orchestrem.
V šedesátých a sedmdesátých letech 19. století nastupovaly stále početnější orchestry. Bernard Shaw v roli hudebního kritika poznamenal: „Vyčpělý úžas, který velký sbor vždy úspěšně vyloudí, se už vyčerpal“; později napsal: „Proč namísto plýtvání obrovskými částkami na nudná masová představení Händelova festivalu někdo nepřipraví pořádně secvičené a důkladně nastudované uvedení Mesiáše v koncertním sále St James's Hall se sborem dvaceti schopných umělců? Většina z nás by chtěla alespoň jednou před smrtí uslyšet pořádné provedení tohoto díla.“ Použití rozsáhlého orchestru vyžadovalo značné zmnožení orchestrálních hlasů. Mnoho Händelových obdivovatelů věřilo, že skladatel by partituru takto rozšířil, kdyby v jeho době byly k dispozici příslušné nástroje. Shaw namítal, do značné míry bez odezvy, že „skladatel by měl být ušetřen nápadů svých přátel a psaní nebo výběr ‚dalších orchestrálních doprovodů‘ by mělo být náležitě uvážené.“
Jedním z důvodů popularity obrovských představení byla všudypřítomnost amatérských sborů. Anglický dirigent Thomas Beecham napsal, že po dvě stě let byl v Británii sbor „národním médiem hudebního projevu“. V době úpadku viktoriánských pěveckých spolků však zaznamenal „prudkou a silnou reakci proti monumentálním představením… výzvy z několika stran, že Händel by se měl hrát a poslouchat tak jako v letech 1700 až 1750“. Na konci století byli skladatel Frederick Bridge a muzikolog T. W. Bourne průkopníky revitalizace Mesiáše v Händelově orchestraci a Bourneova editorská práce byla základem pro další akademické verze na počátku 20. století.

### Od 20. století

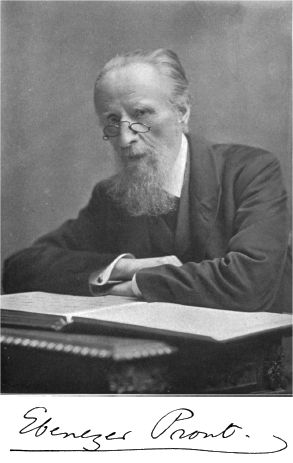
Ebenezer Prout v roce 1899

Přestože ve 20. století přetrvávala tradice uvádění oratoria rozsáhlými tělesy jako sbor Royal Choral Society, Mormonský chrámový sbor a sbor Huddersfield Choral Society, rostla poptávka po představeních věrnějších Händelovu pojetí. Na počátku 20. století napsal časopis The Musical Times o „přidaných doprovodech“ od Mozarta a dalších, „Není čas některé z těchto přívěšků na Händelově partituře odeslat na zasloužený odpočinek?“ V roce 1902 vytvořil muzikolog Ebenezer Prout novou edici partitury vycházející z Händelových původních rukopisů, a ne z nepřesných tištěných verzí s chybami přebíranými z jednoho vydání do druhého. Prout však vycházel z předpokladu, že věrná reprodukce Händelova původního rukopisu by nebyla praktická:
Pokusy, které čas od času konají naše hudební spolky proto, aby uvedly Händelovu hudbu tak, jak ji skladatel zamýšlel, jsou předurčeny k selhání ze samotné povahy věci, ať už se k nim přistoupí sebeseriózněji a připraví se sebepečlivěji. S našimi velkými pěveckými sbory je posílení doprovodu nezbytné, aby dílo dobře vyznělo; a otázka není, zda další doprovod potřebujeme, ale jak má být napsán.

Prout pokračoval v praxi přidávání fléten, klarinetů a trombonů do Händelovy orchestrace, ale obnovil Händelovy party s vysoce laděnými trubkami, které Mozart vynechával (zjevně proto, že v roce 1789 se už přestaly používat). Proutův přístup byl přijat prakticky bez odporu, a když v témže roce 1902 Mesiáš vyšel v Chrysanderově kritické edici, bylo toto dílo přijato uctivě jako „studijní materiál“, ale ne jako podklad pro uvádění, i když vycházelo z Händelových rukopisných verzí. Autentická interpretace se považovala za nemožnou: dopisovatel Musical Times napsal: „Všechny Händelovy orchestrální nástroje (s výjimkou trubky) byly horší kvality než ty, které se používají v současnosti, jeho cembala jsou navždy pryč… místa, kde se uváděl ‚Mesiáš‘, byla pouhými salónky ve srovnání s koncertními síněmi Albert Hall, Queen's Hall a Křišťálovým palácem.“ Australské noviny The Register protestovaly proti představě, že vystoupí „podřadné kostelní sborečky o nějakých dvaceti hlasech“.
V Německu se Mesiáš nehrál tak často jako v Británii; a když už se uváděl, tak bylo obvyklé středně velké obsazení. Na Händelově festivalu, který se konal v roce 1922 v Händelově rodném městě Halle, prováděl jeho chorální díla sbor o 163 členech a 64členný orchestr. V Británii tehdejší novinka, rozhlasové vysílání a nahrávání hudby, přispěla k přehodnocení otázky, jak uvádět Händela. Například v roce 1928 nahrál dirigent Beecham Mesiáše s poměrně skromným obsazením a kontroverzně rychlými tempy, ačkoli orchestrace zůstala daleko od autentické. V letech 1934 a 1935 vysílala BBC Mesiáše pod taktovkou Adriana Boulta „věrně se držícího čisté Händelovy partitury“. Ve worcesterské katedrále se v roce 1935 konalo představení s autentickou interpretací jako součást Festivalu tří sborů. V roce 1950 John Tobin dirigoval představení Mesiáše v katedrále sv. Pavla s orchestrální obsazením podle skladatelových pokynů, s šedesátičlenným sborem, kontratenorovým sólistou a uměřenou vokální improvizací nad rámec notových zápisů podle zvyklostí Händelovy doby. Proutova rozšířená verze si zachovala u britských sborů oblibu, ale současně se stále častěji konala představení malých profesionálních souborů v prostorách vhodných rozměrů využívající autentickou partituru. Právě taková nastudování se také zpravidla vydávala na deskách a kompaktních discích; Mesiáš velkých rozměrů se začal zdát staromódní.

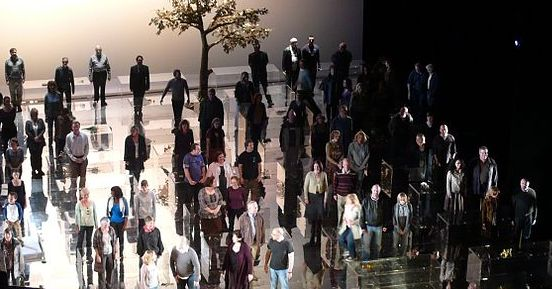
Mesiáš v Anglické národní opeře roku 2009

Hnutí za autentickou interpretaci bylo v roce 1965 podpořeno novým vydáním partitury, které připravil muzikolog Watkins Shaw. V hudební encyklopedii Grove Dictionary of Music and Musicians napsal David Scott: „vydání zpočátku vzbudilo podezření kvůli pokusům v několika směrech prolomit příkrov konvence, která Mesiáše na Britských ostrovech obklopovala.“ V době Shawovy smrti roku 1996 popsal deník The Times jeho vydání jako „nyní univerzálně používané“. 
Mesiáš zůstává nejznámějším Händelovým dílem, které se zvlášť často uvádí během adventu; v prosinci 1993 hudební kritik Alex Ross poukázal na 21 představení během měsíce jen v samotném New Yorku jako na „otupující opakování“. V rozporu s obecným trendem k autentičnosti byl Mesiáš uveden v operních sálech jak v Londýně (2009), tak v Paříži (2011). Čas od času se opráší Mozartova partitura a v anglofonních zemích jsou populární představení známá jako „zpívej spolu“ (singalong), při kterých se ke zpěvu přidává publikum, takže hudba vychází z mnoha stovek hrdel. Ačkoli nyní převládají autentické interpretace, panuje shoda, že dokonalou verzi Mesiáše nelze najít; dochované rukopisy obsahují velice odlišné záznamy mnoha čísel a vokální či instrumentální ozdoby notového zápisu jsou věcí osobního úsudku, a to i pro historicky nejinformovanější umělce. Znalec Händelova díla Winton Dean napsal:
Vědci stále mají dostatek důvodů k vzájemným sporům a více než kdy jindy se dirigenti musejí rozhodovat sami za sebe. Pokud se nechtějí potýkat s problémy nastolenými partiturou, neměli by [Mesiáše] dirigovat. To se týká nejen výběru verzí, ale všech aspektů barokní hudební praxe, a samozřejmě často neexistují žádné konečné odpovědi.

### Mesiášvčeských zemích
V českých zemích byl Mesiáš poprvé proveden v úpravě Wolfganga Amadea Mozarta v Praze roku 1804. Provedení se zúčastnilo 170 hudebníků, včetně asi 80 členů sboru. Tehdejší tisk „nikterak nešetřil chválou při popisu provedení díla“. Dle muzikologa Rudolfa Pečmana obecně Händel „nezapustil v českých zemích nikdy tak pevně kořeny jako například Haydn nebo Mozart“. Soustavný händelovský kult se od 20. let 19. století pěstoval na zámku v Náměšti nad Oslavou, pod majitelem Jindřichem Haugwitzem. V náměšťské knihovně byl i Mesiáš. Haugwitz i překládal Händleova libreta do němčiny, v roce 1822 převedl právě Mesiáše. V tomto překladu bylo dílo (stejně jako další oratoria a kantáty) v Náměšti uvedeno, v Mozartově hudební úpravě. Podrobnosti o kvalitě provedení se nedochovaly. Jinde se Händelova tzv. „velká díla“ uváděla jen sporadicky, například v Brně byl mezi roky 1820 a 1890 uveden Mesiáš jen v letech 1822 a 1879. V Praze byl zájem o Händela větší, například mezi lety 1829 až 1837 byl Mesiáš celý proveden v březnu 1837, v letech 1829 a 1830 z něj zazněl sbor Alleluja. Tentýž sbor zazněl i na závěr slavnostního otevření koncertního sálu Rudolfina v únoru 1885. O Händelovu hudbu měli velký zájem František Škroup a Bedřich Smetana. První zmíněný dvakrát Mesiáše dirigoval, a to v letech 1856 a 1861. Velkou zásluhu uvádění Mesiáše v Praze měla i Jednota umělců hudebních ku podpoře vdov a sirotků, která toto oratorium vícekrát úspěšně uvedla. Zájem o Händelova oratoria a opery, včetně Mesiáše, poklesl významně v prvních dvou desetiletích 20. století a pokles dále pokračoval i v době mezi světovými válkami.
V rámci hudebního festivalu Pražské jaro, který se koná od roku 1946, zazněl Mesiáš poprvé až 22. a 23. května 1981 v provedení Státní filharmonie Brno a Pražského filharmonického sboru. Znovu byl uveden v letech 2003, 2005, 2012, 2013 a 2016.
Rok 1985, u příležitosti 300 let od Händelova narození, přinesl uvedení řady jeho vokálně instrumentálních děl, včetně Mesiáše. Byl uveden v Brně, v Pardubicích a Olomouci. Za celou dobu existence hudebního festivalu Smetanova Litomyšl, od roku 1949 do roku 2018, byl uveden Mesiáš celkem třikrát, a to v letech 1995, 2014 a 2022.

## Hudba

### Organizace a číslování vět
Číslování vět uvádíme podle vydání vokální partitury v nakladatelství Novello (1959), jež připravil Watkins Shaw, které vychází z číslování dříve vytvořeného Ebenezerem Proutem. Jiné edice číslují věty mírně odlišně; například vydání nakladatelství Bärenreiter z roku 1965 nepočítá všechny recitativy a čísluje věty od 1 do 47. Rozdělení na části a scény je založeno na libretu z roku 1743, připraveném pro první představení v Londýně. Názvy scén jsou uvedeny tak, jak Burrows shrnul scény nazvané Jennensem.
| Část I. Scéna 1: Izaiášovo proroctví spásy 1. Sinfony – Sinfonia (orchestrální předehra ve formě francouzské ouvertury) 2. Comfort ye my people – Potěšte můj lid (recitativ accopagnato pro tenor) 3. Ev'ry valley shall be exalted – Každé údolí buď vyvýšeno (tenorová árie) 4. And the glory of the Lord – Neboť se zjeví sláva Pánova (hymnus, sbor) Scéna 2: Přicházející soud 5. Thus saith the Lord of hosts – Tak pravil Pán, Pán zástupů (recitativ accopagnato pro bas) 6. But who may abide the day of His coming – Kdo však snese den jeho příchodu? (árie pro soprán, alt nebo bas) 7. And he shall purify the sons of Levi – A On očistí lid smlouvy (sbor) Scéna 3: Proroctví Kristova narození 8. Behold, a virgin shall conceive – Hle, Panna počne (secco recitativ pro alt) 9. O thou that tellest good tidings to Zion – Ó, ty kdo neseš radostnou zvěst pro Sion (árie pro alt a sbor) 10. For behold, darkness shall cover the earth – Hle, temnota přikrývá zemi (recitativ accompagnato pro bas) 11. The people that walked in darkness have seen a great light – Lid, který chodí v temnotách, uzří veliké světlo (basová árie) 12. For unto us a child is born – Neboť se nám narodí dítě (sbor) Scéna 4: Zvěstování pastýřům 13. Pifa („pastorální symfonie“: instrumentální) 14a. There were shepherds abiding in the fields – V té krajině byli pod širým nebem pastýři (secco recitativ pro soprán) 14b. And lo, the angel of the Lord – A hle, zjevil se jim anděl Páně (recitativ accompagnato pro soprán) 15. And the angel said unto them – A anděl Páně jim řekl (secco recitativ pro soprán) 16. And suddenly there was with the angel – A hned tu bylo s andělem (recitativ accompagnato pro soprán) 17. Glory to God in the highest – Sláva Bohu na výsostech (sbor) Scéna 5: Kristovo uzdravování a vykoupení 18. Rejoice greatly, O daughter of Zion – Jásej velice, dcero Sionská (sopránová árie) 19. Then shall the eyes of the blind be opened – Tehdy otevřou se oči slepých (secco recitativ pro soprán nebo alt) 20. He shall feed his flock like a shepherd – Bude pást své stádo jako pastýř (duet pro ženské hlasy) 21. His yoke is easy – Vždyť jeho jho netlačí (sbor) | Část II. Scéna 1: Kristovo utrpení 22. Behold the Lamb of God – Hle, Beránek Boží (sbor) 23. He was despised and rejected of men – Opovržený a opuštěný lidmi (altová árie) 24. Surely he has borne our griefs and carried our sorrows – Slabosti, jež nesl, však byly naše, naši bolest na sebe vzal (sbor) 25. And with his stripes we are healed – A skrze Jeho rány je možné naše uzdravení (sborová fuga) 26. All we like sheep have gone astray – Všichni jsme bloudili jako ovce (duetový sbor) 27. All they that see him laugh him to scorn – Všem, kteří ho vidí, je jen pro smích (accompagnato recitativ pro tenor) 28. He trusted in God that he would deliver him – On věřil Bohu, tak ať mu pomůže (sborová) 29. Thy rebuke hath broken his heart – Srdce má hanbou zdrcené (recitativ accompagnato pro tenor) 30. Behold and see if there be any sorrow – Popatřte a hleďte, je-li kde taková bolest (arioso pro tenor) Scéna 2: Kristova smrt a zmrtvýchvstání 31. He was cut off – Byl totiž vyťat (recitativ accopagnato pro tenor) 32. But thou didst not leave his soul in hell – Ale Ty jsi neopustil jeho duši obklopenou mocnostmi pekla (tenorová árie) Scéna 3: Kristovo nanebevstoupení 33. Lift up your heads, O ye gates – Pozvedněte brány svá průčelí (sbor) Scéna 4: Kristovo přijetí v nebi 34. Unto which of the angels – Vždyť kterému z andělů (recitativ secco pro tenor) 35. Let all the angels of God worship Him – Klanějte se mu všichni Boží andělé (sbor) Scéna 5: Počátky kázání evangelia 36. Thou art gone up on high – Vystoupil jsi do výšin (altová, nebo basová árie) 37. The Lord gave the word – Pán dal Slovo (sbor) 38. How beautiful are the feet – Jak nádherná podívaná (duet pro alt 1 a alt 2 a sbor) 39. Their sound is gone out – Po celé zemi se rozlehl jejich hlas (tenor nebo sbor) Scéna 6: Svět odmítá křesťanství 40. Why do the nations so furiously rage together – Proč se pohanské národy tak nespoutaně bouří (basová árie) 41. Let us break their bonds asunder – Pojďme zpřetrhat pouta (sbor) 42. He that dwelleth in heaven – Ten, jenž trůní v nebesích (recitativ secco pro tenor) Scéna 7: Konečné Boží vítězství 43. Thou shalt break them with a rod of iron – Rozdrtíš je ocelovým prutem (tenorová árie) 44. Hallelujah – Aleluja (sbor) | Část III. Scéna 1: Příslib věčného života 45. I know that my Redeemer liveth – Vím, že můj vykupitel žije (sopránová árie) 46 Since by man came death – Protože smrt přišla do světa skrze člověka (sbor) Scéna 2: Soudný den 47. Behold, I tell you a mystery – Hle, odhalím vám tajemství(recitativ accopagnato pro bas) 48. The trumpet shall sound – Polnice zazní (basová árie s obligátní trubkou) Scéna 3: Konečné vítězství nad hříchem 49 Then shall be brought to pass – Pak se naplní, co je psáno (recitativ secco pro alt) 50. O death, where is thy sting – Ó smrti, kde je tvůj osten? (duet pro alt a tenor) 51. But thanks be to God – Ale chvála buď Bohu (sbor) 52. If God be for us, who can be against us – Je-li Bůh s námi, kdo proti nám? (sopránová árie) Scéna 4: Oslava Mesiáše blaženými v nebi 53. Worthy is the Lamb – Hoden jest Beránek (sbor) Amen (sbor) |

### Přehled

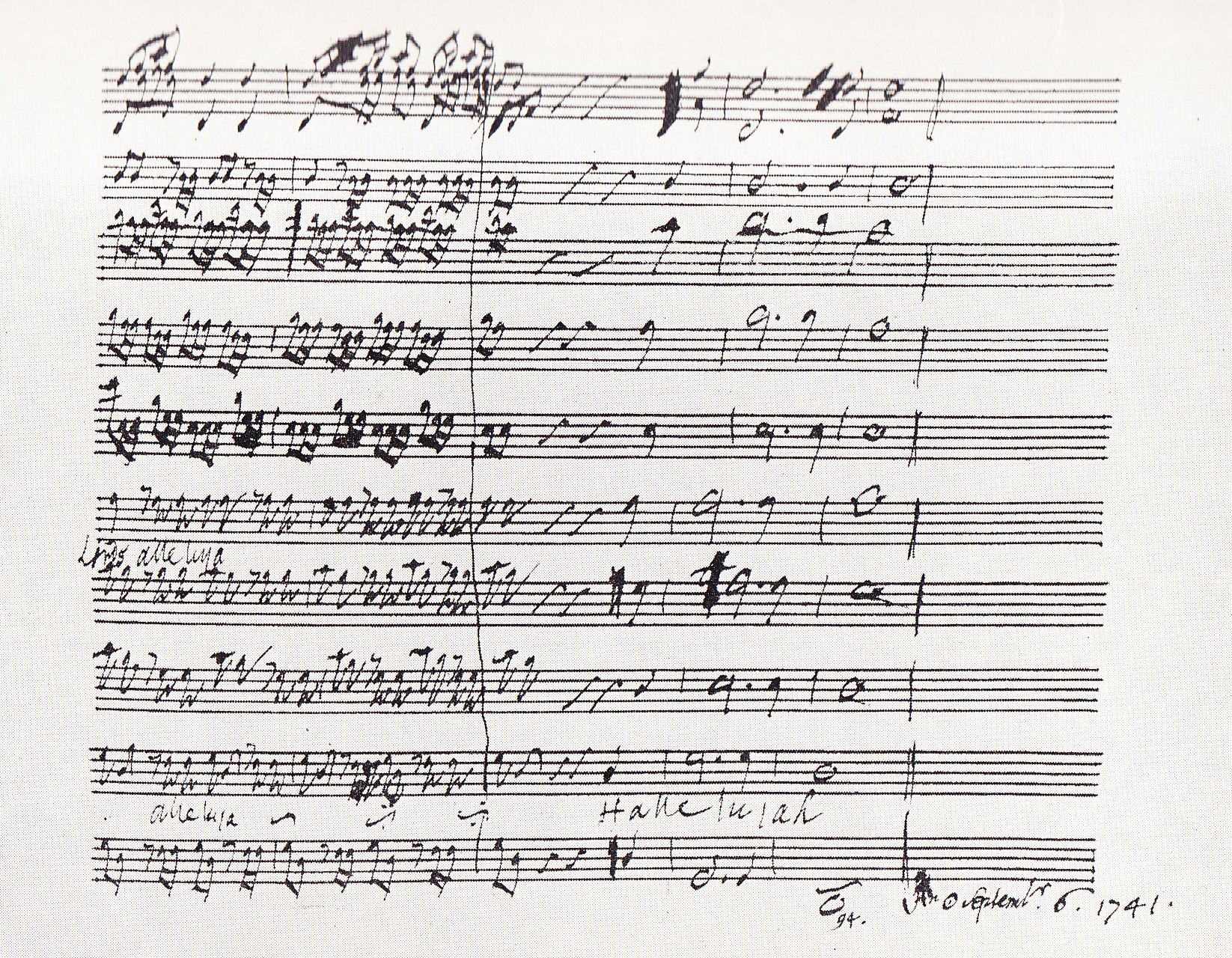
Poslední takty sboru Aleluja v Händelově rukopisu

Hudba Mesiáše se liší od většiny ostatních Händelových oratorií zdrženlivou orchestrací – což je kvalita, kterou, jak poznamenává muzikolog Percy M. Young, nepřijal Mozart ani další pozdější upravovatelé hudby. Dílo začíná tiše, instrumentálními a sólovými větami, které předcházejí prvnímu vystoupení sboru. Zvláštním aspektem Händelovy zdrženlivosti je omezené používání trubek v celém díle. Po jejich uvedení v I. části sboru Sláva Hospodina jsou slyšet, kromě sóla v Polnice zazní, pouze v Aleluja a závěrečném sboru Hoden jest Beránek. Právě tato vzácnost, říká Young, zvyšuje efekt vstupů dechových nástrojů: „Použijte je častěji a vzrušení se zmenší“. Ve Slávě Bohu označil Händel nástup trubek jako da lontano e un poco piano, což znamená „tišeji, z dálky“; původním Händelovým záměrem podle tvrzení muzikologů Donalda Burrowse a Richarda Lucketta bylo umístit v tomto okamžiku žestě mimo scénu (in disparte), aby zdůraznil účinek vzdálenosti.
Muzikolog Anthony Hicks shrnuje Händelovo tónové schéma Mesiáše jako „tíhnoucí směrem k D dur“, tónině spojované se světlem a slávou.[zdroj?] Jak oratorium postupuje vpřed s různými posuny v tóninách, odrážejícími změny nálady, D dur se objevuje ve významných bodech, především v „trubkových“ větách s jejich povzbuzujícími zprávami. Je to tónina, v níž dílo dosáhne svého triumfálního konce. Při neexistenci převládající tóniny byly navrženy jiné integrační prvky. Například muzikolog Rudolf Steglich nadnesl, že Händel použil „vzestupnou čistou kvartu“ jako sjednocující motiv; tento prostředek se nejvýrazněji objevuje v prvních dvou notách čísla Vím, že můj vykupitel žije a na mnoha dalších místech. Nicméně Luckett považuje toto tvrzení za nevěrohodné a tvrdí, že „jednota Mesiáše není důsledkem ničeho tajemnějšího než Händelovy pozornosti vůči textu a konzistence jeho hudební představivosti“. Allan Kozinn, hudební kritik novin New York Times, nachází „vzorové manželství hudby a textu… Od jemné klesající melodie přiřazené úvodním slovům (‚Potěšte‘) k naprosté extázi sborového ‚Aleluja‘ a ozdobného slavnostního kontrapunktu podporujícího závěrečné ‚Amen‘ stěží projde řádek textu, aby ho Händel nezesílil“.

### Část I
Úvodní Sinfonia v e moll je instrumentována pro smyčce a je Händelovým první užitím tzv. francouzské ouvertury v oratoriu. Jennens poznamenal, že Symfonie obsahuje „části velmi nehodné Händela, ale mnohem více nehodné Mesiáše“; Händelův raný životopisec Charles Burney pouze prohlásil, že je „suchá a nezajímavá“. Změna tóniny do E dur uvádí první proroctví, přednášené tenoristou v rámci recitativu accompagnato. Hudba postupně prochází různými tóninami, jak se proroctví rozvíjí, a vrcholí velkým sborem Neboť se nám narodí dítě v G dur. Tento sbor, obsahující sborová zvolání (zahrnující vzestupnou kvartu při slovech „mocný Bůh“), je založen na materiálu převzatém z Händelova italského duetu Nò, di voi non vo'fidarmi. Takové pasáže, říká hudební historik Donald Jay Grout, „ukazují Händela dramatika, neomylného mistra dramatického efektu“.
Následující pastorální mezihra začíná krátkou instrumentální větou zvanou Pifa podle pifferariů, pastýřů s dudami, kteří o Vánocích hrávali v ulicích Říma. Händel Pifu napsal ve dvou podobách, v jedenáctitaktové a delší dvaatřicetitaktové; podle Burrowse se dá úspěšně použít kterákoli z nich. Skupina čtyř následujících čísel (dva recitativy a dvě árie) představí sopránovou sólistku – ačkoli již předtím číslo Kdo však snese často zpívá také soprán, pokud se tato árie použije v podobě transponované do g moll. Závěrečný recitativ tohoto úseku je v D dur a předznamenává stvrzující sbor Sláva Bohu. Zbytek části I je převážně nesen sopránem v tónině B dur, což Burrows označuje za vzácný případ stability tóniny. Árii Bude pást své stádo Händel několikrát přetvořil, objevila se postupně jako recitativ, altová árie i duet pro alt a soprán, až nakonec byla v roce 1754 obnovena původní sopránová verze. Britský hudební vědec Sedley Taylor zpochybnil vhodnost použití italského materiálu jako základu slavnostního závěrečného sboru Vždyť jeho jho netlačí; označil jej za „zvukomalebný kousek… žel úplně špatně umístěný“, i když uznal, že čtyřhlasý sborový závěr je geniální spojení krásy a důstojnosti.

### Část II
Druhá část začíná v tónině g moll, která dle Hogwooda uvozuje náladu „tragické předtuchy“ následující dlouhé řady pašijových částí. Po deklamačním úvodním sboru ve formě fugy Hle, Beránek Boží následuje altové sólo Byl opovrhován v Es dur, což je nejdelší číslo celého oratoria, jehož některé části se zpívají bez doprovodu, aby se zdůraznila Kristova opuštěnost. Luckett cituje Burneyův popis této věty jako „nejdokonalejšího vyjádření žalosti v anglické písňové tvorbě“. Následující řada převážně krátkých sborových vět pojednává o Kristově utrpení, ukřižování, smrti a zmrtvýchvstání, zpočátku v tónině f moll s krátkým přechodem do F dur v čísle Všichni jsme bloudili jako ovce.
Pocit sklíčenosti se vrací tenorovým recitativem Všem, kteří ho vidí v tónině b moll, kterou Hogwood nazývá „vzdálenou a barbarskou“. Pochmurná část oratoria pak skončí chorálem nanebevstoupení Pozvedněte brány, který Händel zpočátku dělí mezi dvě sborové skupiny; alty slouží zároveň jako doprovod sopránovému sboru i jako melodický hlas s doprovodem tenorů a basů. Pro představení v sirotčinci Foundling Hospital roku 1754 Händel přidal dva lesní rohy, jež se připojí ve chvíli, kdy se sbor sjednotí ke konci čísla. Po slavnostním vyznění Kristova přijetí do nebe, které je označeno sborovou výzvou v D dur Klanějte se mu všichni Boží andělé, prochází „letniční část“ řadou kontrastních nálad – od klidné a pastorální Jak nádherná podívaná přes divadelně operní Proč se pohanské národy tak nespoutaně bouří až k vrcholu druhé části, Aleluja. To, jak zdůrazňuje Young, není sborovým vyvrcholením oratoria, i když člověk nemůže uniknout jeho „nakažlivému nadšení“. Aleluja po ošidně nenáročném orchestrálním úvodu postupuje přes krátkou, jednohlasou pasáž na cantus firmus se slovy „Pro Pána Boha kralujícího všemohoucího“ k novému nástupu dlouho zmlklých trubek při „On bude kralovat na věky věků“. Komentátoři si povšimli, že melodie této třetí části vychází z populárního německého luteránského chorálu Wachet auf Philippa Nicolaie.

### Část III

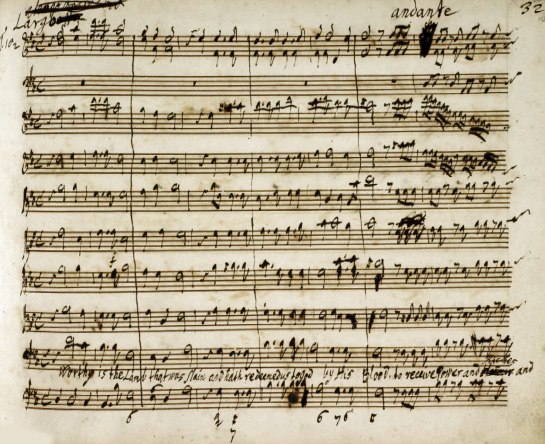
První strana závěrečného sboru „Hoden jest Beránek“ z Händelova rukopisu

Úvodní sopránové sólo v tónině E dur Vím, že můj vykupitel žije je jedno z mála čísel oratoria, které zůstalo beze změny ve své původní podobě.  Poté následuje klidný sbor, který vyústí do deklamace basů v D dur Hle, odhalím vám tajemství, pak dlouhá árie Polnice zazní označená jako pomposo ma non allegro („důstojně, ale ne vesele“). Händel ji původně napsal ve formě da capo, ale pravděpodobně před prvním představením ji zkrátil na dal segno. Dlouhá charakteristická melodie trubky, která předchází vystoupení sólisty a doprovází ho, je jediným významnějším instrumentálním sólem celého oratoria. Händelovo zvláštní opakované zdůraznění čtvrté slabiky incorruptible – „neporušitelného“ mohlo motivovat básníka 18. století Williama Shenstonea k výroku o tom, že „si všiml, že v některých částech Mesiáše Händela zradil úsudek; hudba tam nebyla ve shodě, nebo byla dokonce v protikladu k tomu, co vyžadovala slova“. Po krátkém sólovém recitativu se k altu připojuje tenor a společně zpívají jediný duet Händelovy konečné verze oratoria: Ó smrti, kde je tvůj osten? Melodie je převzata z Händelovy kantáty z roku 1722 Se tu non lasci amore a dle Luckettova hodnocení je tou nejúspěšnější z italských výpůjček. Duet přímo přechází do sboru Ale chvála buď Bohu.
Rozjímavé sopránové sólo Je-li Bůh s námi (původně napsané pro alt) cituje Lutherův chorál Aus tiefer Not. Uvádí hlavní sborové finále v D dur Hoden jest Beránek, vedoucí k apokalyptickému Amen, ve kterém, jak říká Hogwood, „nástup trumpet naznačuje konečnou nebeskou bouři“. Händelův prvním životopisec John Mainwaring napsal v roce 1760, že tento závěr ukázal, jak skladatel „stoupá ještě výše“, ještě nad „obrovský geniální výkon, sbor Aleluja“. Young píše, že Amen mělo na způsob Palestriny „zaznít jakoby z bočních lodí a chórových ochozů nějakého velkého chrámu“.

## Nahrávky
Rané nahrávky jednotlivých sborů a árií z Mesiáše často odrážejí tehdy oblíbený způsob provádění – velká hudební tělesa, pomalá tempa a volně přepracované orchestrace. Typickými příklady jsou sbory z Mesiáše nastudované anglickým dirigentem Henrym Woodem a nahrané v roce 1926 pro vydavatelství Columbia s tříapůltisícovým sborem a orchestrem z Händelova festivalu v Křišťálovém paláci, nebo konkurenční nahrávka společnosti HMV zaznamenávající sbor Royal Choral Society řízený Malcolmem Sargentem, pořízená v Royal Albert Hall.
První téměř úplnou nahrávku celého díla (s tehdy obvyklými zásahy) řídil Thomas Beecham v roce 1928. Beecham se snažil „podat interpretaci, která podle jeho názoru byla bližší záměru skladatele“ s menším obsazením a rychlejšími tempy než tehdy bylo zvykem. Kontraaltová sólistka tohoto provedení Muriel Brunskillová později poznamenala: „Jeho tempa, která jsou nyní považována za samozřejmá, byla revoluční; úplně to oživil“. Naopak dirigent Sargent ve svých čtyřech nahrávkách pro HMV (první z roku 1946 a tři další z padesátých a šedesátých let) držel tradici rozsáhlých obsazení; všechny nahrávky provedl se sborem Huddersfield Choral Society a Liverpoolskou filharmonií. Beechamova druhá nahrávka díla z roku 1947 podle kritika Alana Blytha, „mířila k věrnějším händelovským rytmům a tempům“. Hudební kritik Teri Noel Towe v analýze všech 76 úplných Mesiášů nahraných do roku 1991 nazval tuto Beechamovu verzi „jednou z hrstky skutečně hvězdných provedení“.
V roce 1954 řídil německý dirigent Hermann Scherchen první nahrávku založenou na Händelově originální partituře pro vydavatelství Nixa. Brzy následovala verze v té době považovaná za akademickou, již pořídil Adrian Boult pro britské vydavatelství Decca. Podle standardů 21. století však byla Scherchenova i Boultova tempa stále ještě pomalá a sólisté se nepokusili o vokální ozdoby. Dvě nové nahrávky z let 1966 a 1967, řízené anglickým dirigentem Colinem Davisem pro společnost Philips a australským dirigentem Charlesem Mackerrasem pro HMV, se považují za velký pokrok v oblasti hudební vědy a prováděcí praxe.[kým?] Zahájily novou tradici rychlých provedení v malých obsazeních s vokálními ozdobami sólových zpěváků. K nahrávkám staršího stylu patří Beechamova z roku 1959 s Královským filharmonickým orchestrem a orchestrací objednanou Eugenem Goossensem a provedenou anglickým skladatelem Leonardem Salzedem, dále verze německého dirigenta Karla Richtera z roku 1973 pro německé vydavatelství Deutsche Grammophon (DG) a nahrávka britského dirigenta Davida Willcockse z roku 1995, založená na Proutově vydání z roku 1902 s 325hlasým sborem a 90členným orchestrem.
Koncem 70. let se snaha o autentičnost rozšířila i na používání dobových nástrojů a hraní na ně historicky odpovídajícím stylem. První z těchto nahrávek byly dirigovány odborníky na starou hudbu Christopherem Hogwoodem (1979) a Johnem Eliotem Gardinerem (1982). Použití dobových nástrojů se rychle stalo normou, i když někteří dirigenti, mezi nimi Georg Solti (1985), nadále upřednostňovali moderní nástroje.  Brzy se objevila představení v ještě menším obsazení.
Bylo nahráno několik rekonstrukcí raných představení: dublinská verze z roku 1742 provedená Scherchenem v roce 1954, znovu v roce 1959 a pak francouzským dirigentem Jeanem-Claudem Malgoirem roku 1980. Existuje několik nahrávek verze z roku 1754 z Foundling Hospital, včetně těch, které byly řízeny Hogwoodem (1979), britským dirigentem Andrewem Parrottem (1989) a Paulem McCreeshem. V roce 1973 David Willcocks řídil soubor pro nahrávací společnost His Master's Voice, přičemž všechny sopránové árie zpíváli společně chlapci sboru King's College z Cambridge. V roce 1974 byla pro společnost Deutsche Grammophon pořízena nahrávka Mozartovy verze s dirigentem Charlesem Mackerrasem, zpívaná v němčině.

## Vydání
První publikovaná partitura z roku 1767, společně s Händelovými zdokumentovanými úpravami a změnami různých vět, byla již od Händelovy doby základem pro mnoho verzí provedení. Moderní nastudování, která usilují o autentičnost, bývají založena na některé z edicí vydaných od poloviny 20. století. Ty používají každá svoje číslování vět:
- Vydání v nakladatelství Novello, připravené Watkinsem Shawem a poprvé publikované jako sborová partitura v roce 1959, bylo opraveno a vydáno v roce 1965. Používá číslování poprvé použité v Proutově edici z roku 1902.[114]
- Edice nakladatelství Bärenreiter, připravená Johnem Tobinem a vydaná v roce 1965, tvoří základ pro číslování Mesiáše v katalogu Händelova díla od Bernda Baselta (HWV), vydaném roku 1984.[114]
- Vydání v Edition Peters, připravené Donaldem Burrowsem se sborovou partiturou publikovanou v roce 1972, používá číslování navržené Kurtem Soldanem.[114]
- Vydání připravené Leonardem Van Campem vydalo nakladatelství Roger Dean (nyní nakladatelství Lorenz) roku 1993, revize vyšla v roce 1995.
- Vydání nakladatelství Oxford University Press, editované Cliffordem Bartlettem, vyšlo roku 1998.[150]
- Vydání v nakladatelství Carus-Verlag připravili Ton Koopman a Jan H. Siemons a vyšlo v roce 2009 (využívá číslování HWV).

Vydání připravené německými muzikology Friedrichem Chrysanderem a Maxem Seiffertem pro společnost Deutsche Händel-Gesellschaft (Berlín, 1902) se obvykle nepoužívá pro přípravu nastudování, ale jako východisko pro studium a výzkum.
Kromě Mozartovy známé orchestrace existují úpravy pro větší orchestry od Eugena Goossense a Andrewa Davise; obě již byly nahrány, Goossensova společností RCA a Davisova u značky Chandos.